# Theridion aeolium
Theridion aeolium là một loài nhện trong họ Theridiidae.
Loài này thuộc chi Theridion. Theridion aeolium được Herbert Walter Levi miêu tả năm 1963.